# Großer Preis von Monaco 2014
Der Große Preis von Monaco 2014 (offiziell Formula 1 Grand Prix de Monaco 2014) fand am 25. Mai auf dem Circuit de Monaco in Monte-Carlo statt und war das sechste Rennen der Formel-1-Weltmeisterschaft 2014.

## Bericht

### Hintergrund
Nach dem Großen Preis von Spanien führte Lewis Hamilton in der Fahrerwertung mit drei Punkten vor Nico Rosberg und mit 51 Punkten vor Fernando Alonso. In der Konstrukteurswertung führte Mercedes mit 113 Punkten vor Red Bull-Renault und mit 131 Punkten vor Ferrari.
Beim Großen Preis von Monaco stellte Pirelli den Fahrern die Reifenmischungen P Zero Soft (gelb) und P Zero Supersoft (rot) sowie für Nässe Cinturato Intermediates (grün) und Cinturato Full-Wets (blau) zur Verfügung.
Im Gegensatz zu den anderen Rennstrecken im Formel-1-Kalender der Saison 2014 gab es in Monaco nur eine DRS-Zone, die sich auf der Start-Ziel-Geraden befand. Sie begann 18 Meter nach der letzten Kurve, der Messpunkt lag 80 Meter hinter der Piscine.
Marcus Ericsson verwendete an diesem Wochenende das Helmdesign seines verstorbenen Landsmanns Ronnie Peterson.
Jules Bianchi, Pastor Maldonado (jeweils vier), Valtteri Bottas, Kevin Magnussen und Adrian Sutil (jeweils zwei) gingen mit Strafpunkten ins Rennwochenende.
Mit Alonso (zweimal), Kimi Räikkönen, Hamilton, Jenson Button, Sebastian Vettel und Rosberg (jeweils einmal) traten sechs ehemalige Sieger zu diesem Grand Prix an.
Rennkommissare waren José Abed (MEX), Christian Calmes (MON), Paul Gutjahr (CHE) und Derek Warwick (GBR).

### Training
Die ersten zwei Trainingssitzungen fanden in Monaco traditionell am Donnerstag statt. Im ersten freien Training war Hamilton der Schnellste vor Rosberg und Daniel Ricciardo. Räikkönen hatte mehrfach Bremsprobleme und fuhr auch einmal in den Notausgang der Sainte Devote. Sein Fahrzeug blieb jedoch unbeschädigt. Zwei Fahrer schieden in der Mirabeau aus. Max Chilton würgte seinen Motor ab, Sutil fuhr in die Mauer. Im zweiten freien Training war es anfangs nass. Alonso erzielte auf abtrocknender Strecke mit den superweichen Reifen die schnellste Runde vor Hamilton und Vettel. Die meisten Runden wurden in den letzten zehn Minuten gefahren, da die Strecke zuvor zu nass war. Räikkönen hatte ein Getriebeproblem und fuhr nur vier Runden. Es gab mehrere kleinere Zwischenfälle, jedoch keinen größeren Unfall.
Das dritte freie Training fand wie üblich am Samstag statt. Hamilton war erneut vorne. Ricciardo wurde Zweiter, Rosberg Dritter.

### Qualifying
Das Qualifying bestand aus drei Teilen mit einer Nettolaufzeit von 45 Minuten. Im ersten Qualifying-Segment (Q1) hatten die Fahrer 18 Minuten Zeit, um sich für das Rennen zu qualifizieren. Alle Fahrer, die im ersten Abschnitt eine Zeit erzielten, die maximal 107 Prozent der schnellsten Rundenzeit betrug, qualifizierten sich für den Grand Prix. Die besten 16 Fahrer erreichten den nächsten Teil. Daniil Kwjat verlor beim Anbremsen der Hafenschikane die Kontrolle über seinen Toro Rosso und schlug in die Leitplanken ein. Dabei zerstörte er den Frontflügel seines Wagens, setzte nach einem kurzen Reparaturstopp das Training jedoch fort. Kwjat hielt im weiteren Verlauf Maldonado auf und wurde wegen des Behinderns von der Rennleitung verwarnt. Kurz vor Ende blockierten bei Ericssons Caterham beim Anbremsen der Mirabeau Haute die Hinterräder, Ericsson fuhr in die Streckenbegrenzung und kollidierte dabei mit Felipe Massa. Aus diesem Grund gab es zum Ende keine Zeitenverbesserungen mehr. Gegen Ericsson wurden zwei Strafpunkte verhängt. Zudem wurde ihm sein Startplatz entzogen. Ihm wurde erlaubt, das Rennen aus der Box zu beginnen. Jean-Éric Vergne war am schnellsten, fuhr seine schnellste Runde jedoch im Gegensatz zu den Fahrern der Top-Teams auf der weicheren Reifenmischung. Die Caterham-, Marussia- und Sauber-Piloten schieden aus. Damit schaffte es Maldonado zum ersten Mal in der Saison in den zweiten Abschnitt. Massa kam mit seinem beschädigten Fahrzeug nicht mehr bis zur Box, sodass er nicht am zweiten Qualifying-Abschnitt teilnehmen konnte. Vettel meldete seinem Team per Funk ein Problem mit dem ERS, bis zum Ende des Qualifyings stand ihm nicht die komplette Leistung des Elektromotors zur Verfügung.
Der zweite Abschnitt (Q2) dauerte 15 Minuten. Die schnellsten zehn Piloten qualifizierten sich für den dritten Teil des Qualifyings. Die Williams- und Lotus-Piloten sowie Button und Nico Hülkenberg schieden aus. Hamilton war Schnellster vor Rosberg und Vettel.
Der letzte Abschnitt (Q3) ging über eine Zeit von zwölf Minuten, in denen die ersten zehn Startpositionen vergeben wurden. Kurz vor Ende des Qualifyings, als Rosberg das Klassement anführte, verbremste er sich in der Mirabeau Haute und fuhr in den Notausgang. Deshalb wurden in dem Sektor gelbe Flaggen gezeigt, sodass alle Fahrer, die auf der Strecke hinter ihm waren, keine Verbesserung mehr versuchen konnten. Rosberg erhielt die Pole-Position vor Hamilton und Ricciardo, der trotz eines Fehlers auf seiner schnellsten Runde in der Portier Rang drei erreichte. Die Rennkommissare leiteten nach dem Qualifying eine Untersuchung gegen Rosberg ein und in den Medien wurden Vergleiche mit Michael Schumachers absichtlichem Parkmanöver in der Rascasse im Qualifying zum Großen Preis von Monaco 2006 gezogen. Von einer Strafe gegen Rosberg sahen die Kommissare ab und es blieb bei der sechsten Pole seiner Karriere.
Bianchi erhielt wegen eines Getriebewechsels eine Startplatzstrafe von fünf Positionen.

### Rennen
Beim Start in die Einführungsrunde blieb Maldonado stehen. Der Wagen wurde mit einem Defekt an der Benzinpumpe in die Box gebracht, der aber nicht kurzfristig zu reparieren war, sodass Maldonado nicht zum Rennen startete.
Bei der Startaufstellung am Ende der Einführungsrunde rückte Gutierrez entgegen den Regeln um eine Startreihe auf den leergebliebenen Startplatz von Maldonado vor, auch Chilton und Bianchi rückten jeweils eine Reihe auf. Dafür wurden alle drei Fahrer später mit einer Fünf-Sekunden-Strafe belegt.
Während Rosberg beim Start vor Hamilton blieb, gab es dahinter Änderungen. Vettel fuhr auf Platz drei vor Räikkönen, Ricciardo und Alonso. Noch während der ersten Runde kam das Safety Car auf die Strecke, nachdem Pérez nach einer Kollision mit Button in der Mirabeau Haute verunfallte. Pérez schied dabei aus. Während sich Rosberg und Hamilton nach dem Restart an der Spitze absetzten, verlor Vettel in der Runde nach dem Restart einige Positionen und ging an die Box. Nach einer weiteren Runde gab er auf, da der Turbomotor keinen Ladedruck mehr hatte.
Während Sutil, der in der Safety-Car-Phase an der Box war, im hinteren Feld einige Überholmanöver zeigte, gab Kwjat mit einem technischen Defekt auf. In den nächsten Runden vergrößerten die Mercedes-Fahrer ihren Vorsprung an der Spitze, während Ricciardo auf Räikkönen aufholte. Hamilton erkundigte sich in dieser Phase mehrfach nach seinen Reifen und dem Zeitpunkt seines Stopps. In der 24. Runde verlor Sutil ausgangs des Tunnels die Kontrolle über sein Fahrzeug und verunglückte in der Nouvelle Chicane. Mehrere Trümmerteile lagen auf der Strecke, sodass es eine weitere Safety-Car-Phase gab, die allerdings mit einer kurzen Verzögerung eingeleitet wurde. Die Safety-Car-Phase nutzten bis auf Massa alle Fahrer zu einem Boxenstopp. Die Positionen an der Spitze blieben unverändert. Vergne wurde bei seinem Stopp zu früh losgelassen und wäre beinahe mit Magnussen kollidiert. Im weiteren Verlauf erhielt er eine Durchfahrtsstrafe. Damit kein überrundeter Fahrer zwischen den vorderen Piloten lag, durften sich alle überrundeten Fahrer zurückrunden. Dabei kollidierte Chilton mit Räikkönen. Beide gingen zu einem Reparaturstopp an die Box und nahmen das Rennen wieder auf. Während Chilton auf dem letzten Platz blieb, fiel Räikkönen weit zurück. Ricciardo übernahm den dritten Platz.
Beim Restart blieb Rosberg vor Hamilton. Magnussen überholte direkt nach der ersten grünen Flagge Vergne in der Rascasse. Vergne ging kurz darauf wieder an Magnussen vorbei, während Magnussen vor dem Tunnel von Hülkenberg überholt wurde. Nach Vergnes Durchfahrtsstrafe lag Hülkenberg auf dem fünften Platz. Im hinteren Teil des Feldes gingen in der Zwischenzeit Räikkönen und Bianchi an Kobayashi vorbei, sodass beide in Nähe der ersten zehn lagen. Nach seinem Boxenstopp lag Massa zwischen Räikkönen und Bianchi. Kurz nachdem Bianchi mit Vergne in einen Zweikampf verwickelt gewesen war, schied Vergne mit einem Motorschaden aus.
Während Rosberg und Hamilton sich erneut weit vom restlichen Feld absetzten, hielt Bottas auf Platz acht einige Fahrer auf. In der 56. Runde erlitt er schließlich einen Motorschaden und blieb in der Loews stehen. Das Auto konnte ohne Safety-Car-Phase geborgen werden. Nach 59 Runden schied Gutiérrez nach einem Fahrfehler in der Rascasse aus. Erneut gab es keine Safety-Car-Phase. Ab der 66. Runde ließ Hamilton Rosberg davonziehen, da er über etwas im Auge klagte. Ricciardo holte in den nächsten Runden auf Hamilton auf. Ein Überholmanöver gab es nicht.
Unter den ersten zehn gab es noch Veränderungen. Zunächst ging Button an seinem Teamkollegen Magnussen, der langsamer wurde, vorbei. Eine Runde später kollidierte Räikkönen mit Magnussen in der Loews. Beide verloren einige Positionen, fuhren aber weiter. Räikkönen absolvierte zudem einen Reparaturstopp. Räikkönen fiel aus den Top 10 zurück und fuhr in der Schlussphase auf frischen Reifen die schnellste Rennrunde. Bianchi lag inzwischen auf dem achten Platz, hatte jedoch seine Fünf-Sekunden-Zeitstrafe noch nicht verbüßen können, da sein einziger Boxenstopp während einer Safety-Car-Phase stattfand. Er schaffte es, bis auf Grosjean alle anderen Fahrer hinter sich ausreichend weit zu distanzieren.
Rosberg gewann das Rennen vor Hamilton und Ricciardo. Mercedes erzielte damit zum fünften Mal in Folge einen Doppelsieg. Das letzte Mal, dass ein Team fünf Doppelsiege in Folge erzielt hatte, war 2002, als Ferrari die letzten fünf Rennen mit jeweils einem Doppelsieg gewann. Für Rosberg war es der fünfte Sieg in der Formel-1-Weltmeisterschaft. Alonso wurde Vierter vor Hülkenberg, Button, Massa, Grosjean, Bianchi und Magnussen. Bianchi erzielte als Neunter sowohl seine ersten Punkte als auch die ersten Punkte für Marussia.
In der Fahrerwertung wechselte die Führung zurück zu Rosberg. Hamilton fiel auf den zweiten Platz. Alonso blieb mit größerem Abstand auf dem dritten Platz. Bei den Konstrukteuren blieben die ersten drei Positionen unverändert, wobei Mercedes den Vorsprung weiter ausbaute.

## Meldeliste
| Team                          | Nr. | Fahrer            | Chassis                | Motor                 | Reifen |
| ----------------------------- | --- | ----------------- | ---------------------- | --------------------- | ------ |
| Infiniti Red Bull Racing      | 01  | Sebastian Vettel  | Red Bull RB10          | Renault 1.6 V6T       | P      |
| Infiniti Red Bull Racing      | 03  | Daniel Ricciardo  | Red Bull RB10          | Renault 1.6 V6T       | P      |
| Marussia F1 Team              | 04  | Max Chilton       | Marussia MR03          | Ferrari 1.6 V6T       | P      |
| Marussia F1 Team              | 17  | Jules Bianchi     | Marussia MR03          | Ferrari 1.6 V6T       | P      |
| Mercedes AMG Petronas F1 Team | 06  | Nico Rosberg      | Mercedes F1 W05 Hybrid | Mercedes-Benz 1.6 V6T | P      |
| Mercedes AMG Petronas F1 Team | 44  | Lewis Hamilton    | Mercedes F1 W05 Hybrid | Mercedes-Benz 1.6 V6T | P      |
| Scuderia Ferrari              | 07  | Kimi Räikkönen    | Ferrari F14 T          | Ferrari 1.6 V6T       | P      |
| Scuderia Ferrari              | 14  | Fernando Alonso   | Ferrari F14 T          | Ferrari 1.6 V6T       | P      |
| Lotus F1 Team                 | 08  | Romain Grosjean   | Lotus E22              | Renault 1.6 V6T       | P      |
| Lotus F1 Team                 | 13  | Pastor Maldonado  | Lotus E22              | Renault 1.6 V6T       | P      |
| Caterham F1 Team              | 09  | Marcus Ericsson   | Caterham CT05          | Renault 1.6 V6T       | P      |
| Caterham F1 Team              | 10  | Kamui Kobayashi   | Caterham CT05          | Renault 1.6 V6T       | P      |
| Sahara Force India F1 Team    | 11  | Sergio Pérez      | Force India VJM07      | Mercedes-Benz 1.6 V6T | P      |
| Sahara Force India F1 Team    | 27  | Nico Hülkenberg   | Force India VJM07      | Mercedes-Benz 1.6 V6T | P      |
| Williams Martini Racing       | 19  | Felipe Massa      | Williams FW36          | Mercedes-Benz 1.6 V6T | P      |
| Williams Martini Racing       | 77  | Valtteri Bottas   | Williams FW36          | Mercedes-Benz 1.6 V6T | P      |
| McLaren Mercedes              | 20  | Kevin Magnussen   | McLaren MP4-29         | Mercedes-Benz 1.6 V6T | P      |
| McLaren Mercedes              | 22  | Jenson Button     | McLaren MP4-29         | Mercedes-Benz 1.6 V6T | P      |
| Sauber F1 Team                | 21  | Esteban Gutiérrez | Sauber C33             | Ferrari 1.6 V6T       | P      |
| Sauber F1 Team                | 99  | Adrian Sutil      | Sauber C33             | Ferrari 1.6 V6T       | P      |
| Scuderia Toro Rosso           | 25  | Jean-Éric Vergne  | Toro Rosso STR9        | Renault 1.6 V6T       | P      |
| Scuderia Toro Rosso           | 26  | Daniil Kwjat      | Toro Rosso STR9        | Renault 1.6 V6T       | P      |

## Klassifikationen

### Qualifying
| Pos.                                                                      | Fahrer            | Konstrukteur         | Q1       | Q2         | Q3       | Start |
| ------------------------------------------------------------------------- | ----------------- | -------------------- | -------- | ---------- | -------- | ----- |
| 01                                                                        | Nico Rosberg      | Mercedes             | 1:17,678 | 1:16,465   | 1:15,989 | 01    |
| 02                                                                        | Lewis Hamilton    | Mercedes             | 1:17,823 | 1:16,354   | 1:16,048 | 02    |
| 03                                                                        | Daniel Ricciardo  | Red Bull-Renault     | 1:17,900 | 1:17,233   | 1:16,384 | 03    |
| 04                                                                        | Sebastian Vettel  | Red Bull-Renault     | 1:18,383 | 1:17,074   | 1:16,547 | 04    |
| 05                                                                        | Fernando Alonso   | Ferrari              | 1:17,853 | 1:17,200   | 1:16,686 | 05    |
| 06                                                                        | Kimi Räikkönen    | Ferrari              | 1:17,902 | 1:17,398   | 1:17,389 | 06    |
| 07                                                                        | Jean-Éric Vergne  | Toro Rosso-Renault   | 1:17,557 | 1:17,657   | 1:17,540 | 07    |
| 08                                                                        | Kevin Magnussen   | McLaren-Mercedes     | 1:17,978 | 1:17,609   | 1:17,555 | 08    |
| 09                                                                        | Daniil Kwjat      | Toro Rosso-Renault   | 1:18,616 | 1:17,594   | 1:18,090 | 09    |
| 10                                                                        | Sergio Pérez      | Force India-Mercedes | 1:18,108 | 1:17,755   | 1:18,327 | 10    |
| 11                                                                        | Nico Hülkenberg   | Force India-Mercedes | 1:18,432 | 1:17,846   | –        | 11    |
| 12                                                                        | Jenson Button     | McLaren-Mercedes     | 1:17,890 | 1:17,988   | –        | 12    |
| 13                                                                        | Valtteri Bottas   | Williams-Mercedes    | 1:18,407 | 1:18,082   | –        | 13    |
| 14                                                                        | Romain Grosjean   | Lotus-Renault        | 1:18,335 | 1:18,196   | –        | 14    |
| 15                                                                        | Pastor Maldonado  | Lotus-Renault        | 1:18,585 | 1:18,356   | –        | 15    |
| 16                                                                        | Felipe Massa      | Williams-Mercedes    | 1:18,209 | keine Zeit | –        | 16    |
| 17                                                                        | Esteban Gutiérrez | Sauber-Ferrari       | 1:18,741 | –          | –        | 17    |
| 18                                                                        | Adrian Sutil      | Sauber-Ferrari       | 1:18,745 | –          | –        | 18    |
| 19                                                                        | Jules Bianchi     | Marussia-Ferrari     | 1:19,332 | –          | –        | 21    |
| 20                                                                        | Max Chilton       | Marussia-Ferrari     | 1:19,928 | –          | –        | 19    |
| 21                                                                        | Kamui Kobayashi   | Caterham-Renault     | 1:20,133 | –          | –        | 20    |
| 22                                                                        | Marcus Ericsson   | Caterham-Renault     | 1:21,732 | –          | –        | Box   |
| 107-Prozent-Zeit: 1:22,985 min (bezogen auf Q1-Bestzeit von 1:17,557 min) |                   |                      |          |            |          |       |

Anmerkungen
1. ↑  Bianchi wurde wegen eines vorzeitigen Getriebewechsels um fünf Positionen nach hinten versetzt.
2. ↑  Ericsson verursachte im Qualifying eine Kollision mit Massa. Die Rennleitung nahm ihn deswegen aus der Startaufstellung. Er durfte das Rennen aus der Box beginnen.

### Rennen
| Pos. | Fahrer            | Konstrukteur         | Runden | Stopps | Zeit        | Start | Schnellste Runde |
| ---- | ----------------- | -------------------- | ------ | ------ | ----------- | ----- | ---------------- |
| 01   | Nico Rosberg      | Mercedes             | 78     | 1      | 1:49:27,661 | 01    | 1:19,425 (33.)   |
| 02   | Lewis Hamilton    | Mercedes             | 78     | 1      | + 9,210     | 02    | 1:19,361 (34.)   |
| 03   | Daniel Ricciardo  | Red Bull-Renault     | 78     | 1      | + 9,614     | 03    | 1:19,252 (70.)   |
| 04   | Fernando Alonso   | Ferrari              | 78     | 1      | + 32,452    | 05    | 1:19,727 (54.)   |
| 05   | Nico Hülkenberg   | Force India-Mercedes | 77     | 1      | + 1 Runde   | 11    | 1:20,767 (38.)   |
| 06   | Jenson Button     | McLaren-Mercedes     | 77     | 1      | + 1 Runde   | 12    | 1:21,047 (42.)   |
| 07   | Felipe Massa      | Williams-Mercedes    | 77     | 1      | + 1 Runde   | 16    | 1:20,314 (48.)   |
| 08   | Romain Grosjean   | Lotus-Renault        | 77     | 2      | + 1 Runde   | 14    | 1:20,979 (53.)   |
| 09   | Jules Bianchi     | Marussia-Ferrari     | 77     | 1      | + 1 Runde   | 21    | 1:21,254 (42.)   |
| 10   | Kevin Magnussen   | McLaren-Mercedes     | 77     | 1      | + 1 Runde   | 08    | 1:20,657 (75.)   |
| 11   | Marcus Ericsson   | Caterham-Renault     | 77     | 2      | + 1 Runde   | Box   | 1:20,911 (53.)   |
| 12   | Kimi Räikkönen    | Ferrari              | 77     | 3      | + 1 Runde   | 06    | 1:18,479 (75.)   |
| 13   | Kamui Kobayashi   | Caterham-Renault     | 75     | 2      | + 3 Runden  | 20    | 1:22,425 (16.)   |
| 14   | Max Chilton       | Marussia-Ferrari     | 75     | 3      | + 3 Runden  | 19    | 1:20,579 (69.)   |
| –    | Esteban Gutiérrez | Sauber-Ferrari       | 59     | 1      | DNF         | 17    | 1:21,146 (41.)   |
| –    | Valtteri Bottas   | Williams-Mercedes    | 55     | 1      | DNF         | 13    | 1:21,105 (50.)   |
| –    | Jean-Éric Vergne  | Toro Rosso-Renault   | 50     | 2      | DNF         | 07    | 1:21,083 (35.)   |
| –    | Adrian Sutil      | Sauber-Ferrari       | 23     | 1      | DNF         | 18    | 1:21,761 (23.)   |
| –    | Daniil Kwjat      | Toro Rosso-Renault   | 10     | 0      | DNF         | 09    | 1:22,011 (08.)   |
| –    | Sebastian Vettel  | Red Bull-Renault     | 5      | 1      | DNF         | 04    | 1:59,505 (03.)   |
| –    | Sergio Pérez      | Force India-Mercedes | 0      | 0      | DNF         | 10    | –                |
| DNS  | Pastor Maldonado  | Lotus-Renault        | –      | –      | –           | 15    | –                |

Anmerkungen
1. ↑  Maldonado konnte aufgrund eines Defektes an der Benzinpumpe nicht am Rennen teilnehmen.

## WM-Stände nach dem Rennen
Die ersten zehn des Rennens bekamen 25, 18, 15, 12, 10, 8, 6, 4, 2 bzw. 1 Punkt(e).

### Fahrerwertung
| Pos. | Fahrer           | Konstrukteur         | Punkte |
| ---- | ---------------- | -------------------- | ------ |
| 01   | Nico Rosberg     | Mercedes             | 122    |
| 02   | Lewis Hamilton   | Mercedes             | 118    |
| 03   | Fernando Alonso  | Ferrari              | 61     |
| 04   | Daniel Ricciardo | Red Bull-Renault     | 54     |
| 05   | Nico Hülkenberg  | Force India-Mercedes | 47     |
| 06   | Sebastian Vettel | Red Bull-Renault     | 45     |
| 07   | Valtteri Bottas  | Williams-Mercedes    | 34     |
| 08   | Jenson Button    | McLaren-Mercedes     | 31     |
| 09   | Kevin Magnussen  | McLaren-Mercedes     | 21     |
| 10   | Sergio Pérez     | Force India-Mercedes | 20     |
| 11   | Felipe Massa     | Williams-Mercedes    | 18     |

| Pos. | Fahrer            | Konstrukteur       | Punkte |
| ---- | ----------------- | ------------------ | ------ |
| 12   | Kimi Räikkönen    | Ferrari            | 17     |
| 13   | Romain Grosjean   | Lotus-Renault      | 8      |
| 14   | Jean-Éric Vergne  | Toro Rosso-Renault | 4      |
| 15   | Daniil Kwjat      | Toro Rosso-Renault | 4      |
| 16   | Jules Bianchi     | Marussia-Ferrari   | 2      |
| 17   | Marcus Ericsson   | Caterham-Renault   | 0      |
| 18   | Adrian Sutil      | Sauber-Ferrari     | 0      |
| 19   | Esteban Gutiérrez | Sauber-Ferrari     | 0      |
| 20   | Max Chilton       | Marussia-Ferrari   | 0      |
| 21   | Kamui Kobayashi   | Caterham-Renault   | 0      |
| 22   | Pastor Maldonado  | Lotus-Renault      | 0      |

### Konstrukteurswertung
| Pos. | Konstrukteur         | Punkte |
| ---- | -------------------- | ------ |
| 01   | Mercedes             | 240    |
| 02   | Red Bull-Renault     | 99     |
| 03   | Ferrari              | 78     |
| 04   | Force India-Mercedes | 67     |
| 05   | McLaren-Mercedes     | 52     |
| 06   | Williams-Mercedes    | 52     |

| Pos. | Konstrukteur       | Punkte |
| ---- | ------------------ | ------ |
| 07   | Lotus-Renault      | 8      |
| 08   | Toro Rosso-Renault | 8      |
| 09   | Marussia-Ferrari   | 2      |
| 10   | Sauber-Ferrari     | 0      |
| 11   | Caterham-Renault   | 0      |